# Babymonster

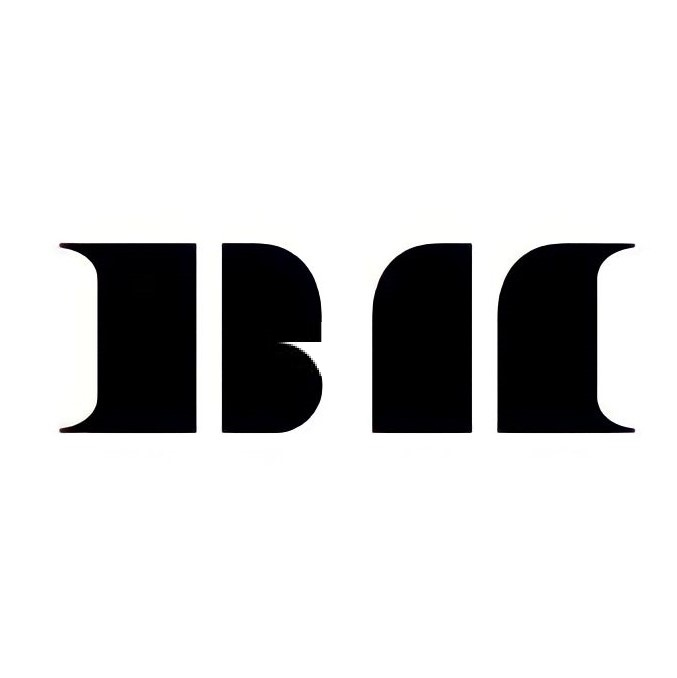
Logo od roku 2023

Babymonster (korejsky 베이비몬스터) je jihokorejská dívčí skupina založená společností YG Entertainment, která se skládá ze sedmi členek: Ruka, Pharita, Asa, Ahyeon, Rami, Rora a Chiquita. Skupina debutovala pouze se šesti členkami, sedmá členka Ahyeon se potýkala se zdravotními potížemi. V plném počtu skupina debutovala 1. dubna 2024 s EP Babymons7er.
Skupina je považována za nástupkyně Blackpink.

## Členky
- Ruka – vokály, tanečnice,rapperka
- Pharita – vokály
- Asa – hlavní rapperka, vokály, tanečnice, hlavní tanečnice
- Ahyeon – vedoucí vokály, rapperka, tanečnice, center
- Rami – vedoucí vokály
- Rora – vedoucí vokály, vizuál
- Chiquita – vokály, tanečnice, rapperka, maknae[1]

## Diskografie

### Studiová alba
- DRIP (2024)[4]

### Mini alba
- BABYMONS7ER (2024)